# Noise (canção)
"Noise" é uma canção da banda finlandesa de metal sinfônico Nightwish, lançada como primeiro single do álbum Human Nature em 7 de fevereiro de 2020 através da gravadora Nuclear Blast.

## Composição e produção
A canção é a segunda faixa do álbum Human Nature, e sua letra foi escrita pelo líder e tecladista Tuomas Holopainen, tendo como tema principal a "escravidão digital", vícios e mau uso da tecnologia. Holopainen citou a série de televisão britânica Black Mirror como a maior fonte de inspiração para a canção, e há inclusive uma referência ao episódio "Shut Up and Dance" na frase "Digital ghouls telling you to shut up and dance!". Uma outra referência, ao livro Brave New World (1932), de Aldous Huxley, também pode ser encontrada no refrão: "Your mirror is black, only a copy stares back at a slave of brave new world".
A canção foi gravada entre agosto e outubro de 2019 em múltiplos estúdios da Finlândia e Inglaterra, e é o primeiro registro oficial de estúdio da banda com o baterista Kai Hahto, já que este substituiu Jukka Nevalainen em 15 de julho de 2019.

## Vídeo musical
O tecladista Tuomas Holopainen relatou em uma entrevista que ele não tinha mais intenções de filmar nenhum videoclipe para a banda, mas mudou de ideia após uma conversa com a vocalista Floor Jansen, e apenas o faria se o clipe tivesse um "significado" por trás e não apenas "a banda tocando". Ele então entrou em contato com o diretor Stobe Harju, responsável pelo vídeo de "The Islander" e o filme Imaginaerum, e juntos idealizaram um tema para "Noise". Jansen postou uma foto em suas mídias sociais em 1 de outubro de 2019 dizendo que estava em Helsinque, Finlândia para as filmagens do vídeo, e disse que o mesmo "era diferente de tudo que a banda havia feito anteriormente". O clipe foi então oficialmente lançado junto com o single em 7 de fevereiro de 2020.
Seu enredo principal gira em torno de uma crítica direta à "escravidão digital", tecnologia e vícios em geral, no qual os membros da banda interpretam algum tipo de personagem. Jansen é mãe de uma garota de concursos de beleza que sofre devido à exposição excessiva que ela faz da criança em selfies constantes e abusos psicológicos, deixando de lado os sentimentos reais da filha; Holopainen é um ativista que se preocupa mais em expôr seu "trabalho" online do que de fato fazê-lo; Marko Hietala interpreta um homem dependente de pílulas e remédios para disfunção erétil; Emppu Vuorinen é mostrado juntamente com dezenas de pessoas interagindo fixamente com seus celulares diante da pintura de Mona Lisa, de Leonardo da Vinci, até que em dado momento o mesmo é linchado pelas outras pessoas na sala, e o ato é registrado pelo personagem de Kai Hahto, que tira selfies diante do ocorrido, sem demonstrar nenhuma empatia; e o personagem de Troy Donockley satiriza um rei que está sentado num "trono", que nada mais é que um vaso sanitário, enquanto mexe no seu celular e atira para longe algumas flores presenteadas pela filha da personagem de Jansen. A influenciadora digital finlandesa Jessica Edström também foi convidada para participar do vídeo, no qual ela interpreta uma personagem narcisista que tira fotos de si o tempo todo para mostrar seu corpo.

## Faixas
| N.º            | Título         | Letras            | Música         | Duração |  |
| 1.             | "Noise"        | Tuomas Holopainen |                | 5:40    |  |
| Duração total: | Duração total: | Duração total:    | Duração total: | 5:40    |  |

## Desempenho nas paradas
| País (parada musical)        | Melhor posição |
| ---------------------------- | -------------- |
| Finlândia (Radiosoittolista) | 22             |
| Hungria (Single Top 40)      | 19             |

## Créditos

### Banda
- Tuomas Holopainen – teclado, piano, produção, gravação, mixagem
- Emppu Vuorinen – guitarra
- Marko Hietala – baixo, vocais, guitarra acústica
- Troy Donockley – gaita irlandesa, apito baixo, bouzouki, bodhrán, aerofone, guitarra, vocais
- Floor Jansen – vocais
- Kai Hahto – bateria

### Equipe técnica
- Mikko Karmila – produção, gravação, mixagem
- Tero Kinnunen – produção, gravação, mixagem